# Mentque-Nortbécourt
Mentque-Nortbécourt är en kommun i departementet Pas-de-Calais i regionen Hauts-de-France i norra Frankrike. Kommunen ligger i kantonen Ardres som tillhör arrondissementet Saint-Omer. År 2022 hade Mentque-Nortbécourt 653 invånare.

## Befolkningsutveckling
Antalet invånare i kommunen Mentque-Nortbécourt
| Referens: INSEE |